# My Stepmom’s Daughter Is My Ex
My Stepmom’s Daughter Is My Ex (jap. 継母の連れ子が元カノだった Mamahaha no tsurego ga motokano datta) – seria light novel napisana przez Kyōsuke Kamishiro i zilustrowana przez Takayaki. Seria publikowana jest w serwisie Kakuyomu od sierpnia 2017, natomiast wersja drukowana ukazuje się nakładem wydawnictwa Kadokawa Shōten od grudnia 2018. 
Na podstawie powieści powstała manga oraz serial anime, który emitowany był od lipca do września 2022.

## Fabuła
W gimnazjum Mizuto i Yume byli zupełnie normalną parą. Pomiędzy flirtami i kłótniami z błahych powodów, dwójka uczniów trzymała się razem aż do liceum, gdzie ostatecznie postanowili się rozstać. Nie wiedzą jednak, że los szykuje dla nich wiele niespodzianek i że za dwa tygodnie znów będą razem, tym razem jako przyrodnie rodzeństwo.
Ich rodzice mają się bowiem wkrótce ponownie pobrać, a byli kochankowie będą musieli żyć pod jednym dachem. Aby nie przeszkadzać szczęściu rodziców, w jakiś sposób godzą się z sytuacją i postanawiają wprowadzić w życie zasadę, zgodnie z którą przegrywa ten, który pierwszy poczuje pociąg do drugiego.

## Bohaterowie
- Yume Irido (jap. 伊理戸結女 Irido Yume)

Seiyū: Aoi Koga (drama CD), Rina Hidaka (anime) 
- Mizuto Irido (jap. 伊理戸水斗 Irido Mizuto)

Seiyū: Yūto Uemura (drama CD), Hiro Shimono (anime) 
- Akatsuki Minami (jap. 南暁月 Minami Akatsuki)

Seiyū: Yūki Takada (drama CD), Ikumi Hasegawa (anime) 
- Kogure Kawanami (jap. 川波小暮 Kawanami Kogure)

Seiyū: Tasuku Hatanaka (drama CD), Nobuhiko Okamoto (anime) 
- Isana Higashira (jap. 東頭いさな Higashira Isana)

Seiyū: Yumiri Hanamori (drama CD), Miyu Tomita (anime) 
- Mineaki Irido (jap. 伊理戸峰秋 Irido Mineaki)

Seiyū: Kazuyuki Okitsu (anime) 
- Yuni Irido (jap. 伊理戸由仁 Irido Yuni)

Seiyū: Ai Kayano (anime) 

## Light novel
Seria ukazuje się od sierpnia 2017 w serwisie internetowym Kakuyomu, natomiast w grudniu 2018 wydawnictwo Kadokawa Shoten rozpoczęto publikację wersji papierowej pod swoim imprintem Kadokawa Sneaker Bunko. Według stanu na 1 grudnia 2024, do tej pory wydano 12 tomów.
| Nr | Data wydania (język japoński) | ISBN (język japoński)  |
| -- | ----------------------------- | ---------------------- |
| 1  | 1 grudnia 2018                | ISBN 978-4-04-107684-2 |
| 2  | 1 maja 2019                   | ISBN 978-4-04-108255-3 |
| 3  | 1 grudnia 2019                | ISBN 978-4-04-108264-5 |
| 4  | 1 kwietnia 2020               | ISBN 978-4-04-109164-7 |
| 5  | 1 września 2020               | ISBN 978-4-04-109165-4 |
| 6  | 29 stycznia 2021              | ISBN 978-4-04-111043-0 |
| 7  | 30 lipca 2021                 | ISBN 978-4-04-111044-7 |
| 8  | 1 lutego 2022                 | ISBN 978-4-04-111953-2 |
| 9  | 1 lipca 2022                  | ISBN 978-4-04-111954-9 |
| 10 | 1 kwietnia 2023               | ISBN 978-4-04-113458-0 |
| 11 | 1 grudnia 2023                | ISBN 978-4-04-114276-9 |
| 12 | 1 grudnia 2024                | ISBN 978-4-04-115070-2 |

## Manga
Manga autorstwa Rei Kusakabe publikowana jest online w serwisie Niconico Seiga od 26 kwietnia 2019, a od 9 grudnia 2019 ukazuje się również w formie tomików nakładem wydawnictwa Fujimi Shobō.
| Nr | Data wydania (język japoński) | ISBN (język japoński)  |
| -- | ----------------------------- | ---------------------- |
| 1  | 9 grudnia 2019                | ISBN 978-4-04-073393-7 |
| 2  | 9 lipca 2020                  | ISBN 978-4-04-073715-7 |
| 3  | 8 maja 2021                   | ISBN 978-4-04-074057-7 |
| 4  | 9 maja 2022                   | ISBN 978-4-04-074461-2 |
| 5  | 9 grudnia 2022                | ISBN 978-4-04-074782-8 |
| 6  | 7 lipca 2023                  | ISBN 978-4-04-075054-5 |
| 7  | 9 stycznia 2024               | ISBN 978-4-04-075284-6 |
| 8  | 9 lipca 2024                  | ISBN 978-4-04-075524-3 |
| 9  | 9 stycznia 2025               | ISBN 978-4-04-075750-6 |
| 10 | 9 lipca 2025                  | ISBN 978-4-04-075916-6 |

## Anime
Adaptacja w formie anime została zapowiedziana 21 lipca 2021. Później podano do wiadomości, że będzie to seria telewizyjna, za produkcję której odpowiadać będzie studio Project No.9. Reżyserem serialu został Shinsuke Yanagi, scenariuszem zajęła się Deko Akao, postacie zaprojektował Katsuyuki Sato, a muzykę skomponował Hiromi Mizutani. Anime było emitowane od 6 lipca do 21 września 2022 w stacjach AT-X, Tokyo MX, BS NTV i BS Fuji. Motywem otwierającym jest „Deneb to Spica” (jap. デネブとスピカ) w wykonaniu zespołu Dialogue+, natomiast kończącym „Futari Pinocchio” (jap. ふたりピノキオ) autorstwa Harmoe. Licencję na serię nabył Crunchyroll.

### Lista odcinków
| №  | Tytuł | Premiera         |
| -- | --- | ---------------- |
| 1  | The Former Couple Refuses to Say... 'It’s things like this...!' Moto kappuru wa yobitakunai „Sō iu tokoro ga......!” (元カップルは呼びたくない「そういうところが......！」)                                                       | 6 lipca 2022     |
| 2  | My Ex Needs Taking Care Of 'Thirty-Eight Degrees, Apparently' Moto kappuru no kanbyō na hi „Sanjūhachido tte kiitakedo” (元カップルの看病な日「三十八度って聞いたけど」)                                                          | 13 lipca 2022    |
| 3  | My Ex Has a Confession to Make 'You Didn’t Do Anything Weird, Did You?' Moto mappuru wa hakujō suru „Hennakoto, shi tenaidarou na?” (元カップルは白状する「変なこと、してないだろうな？」)                                        | 20 lipca 2022    |
| 4  | That’s Not What You’re Supposed to Say Sō iu no janai (そういうのじゃない) | 27 lipca 2022    |
| 5  | The Former Couple Spends the Night 'You’re Welcome' Moto kappuru wa o tomari suru „Dōitashimashite” (元カップルはお泊まりする「どういたしまして」)                                                                                | 3 sierpnia 2022  |
| 6  | The Former Couple Goes Head-to-Head 'Do You Think I’m Stupid?' Moto kappuru wa kisoiau „Baka ni shinaide yotsu!!” (元カップルは競い合う「馬鹿にしないでよっ！！」)                                                                | 10 sierpnia 2022 |
| 7  | Higashira Isana Doesn’t Know What Love Is Higashira Isana wa koi o shiranai (東頭いさなは恋を知らない) | 17 sierpnia 2022 |
| 8  | The Former Couple’s On Edge 'I’ve Already Been Rejected, So It’s Fine.' Moto kappuru wa keikai suru „Watashi wa mō fura reteru ndesukara, daijōbudesuyo” (元カップルは警戒する「わたしはもうフラれてるんですから、大丈夫ですよ」) | 24 sierpnia 2022 |
| 9  | Youthful Indiscretion Wakage no itari (若気の至り) | 31 sierpnia 2022 |
| 10 | The Former Couple Doesn’t Know How to Act 'Aren’t You Two Acting a Little Awkward?' Moto kappuru wa kyorikan ga wakaranai „Nanka yosoyososhiku nattenai ka?” (元カップルは距離感がわからない「なんかよそよそしくなってないか？」) | 7 września 2022  |
| 11 | The Former Couple Visits Relatives 'I Guess You Could Say She Loved to Laugh' Moto kappuru wa kisei suru „Yoku, warau hitodatta ka na” (元カップルは帰省する「よく、笑う人だったかな」)                                           | 14 września 2022 |
| 12 | I Bestow Unto You My First Kiss Fāsuto kisu wa fukoku suru (ファースト・キスは布告する) | 21 września 2022 |